# Tĩnh Giang
Tĩnh Giang (chữ Hán phồn thể:靖江市, chữ Hán giản thể: 靖江市) là một thành phố cấp huyện thuộc địa cấp thị Thái Châu, tỉnh Giang Tô, Cộng hòa Nhân dân Trung Hoa. Thành phố này được lập năm 1952. Tĩnh Giang có diện tích 673 ki-lô-mét vuông, dân số 660.000 người. Mã số bưu chính là 214500. Chính quyền thành phố đóng ở. Về mặt hành chính, thành phố này được chia thành 1 biện sự xứ, 10 trấn, hương.
- Trấn: Tĩnh Thành, Tân Kiều, Đông Hưng, Tà Kiều, Tây Lai, Quý Thị, Cô Sơn, Hồng Quang, Sinh Từ, Mã Kiều.
- Khu phát triển Tĩnh Giang.
- Biện sự xứ Thành Nam.